# Herrerías, Mexiko
Herrerías är en ort i Mexiko.   Den ligger i kommunen San Felipe och delstaten Guanajuato, i den centrala delen av landet, 300 km nordväst om huvudstaden Mexico City. Herrerías ligger 2 138 meter över havet och antalet invånare är 396.
Terrängen runt Herrerías är kuperad åt nordväst, men åt sydost är den platt. Runt Herrerías är det ganska glesbefolkat, med 31 invånare per kvadratkilometer. Närmaste större samhälle är San Felipe, 10,3 km sydost om Herrerías. Trakten runt Herrerías består i huvudsak av gräsmarker.